# Kraftwerk Castrelo
Das Kraftwerk Castrelo (bzw. Castrelo de Miño) ist ein Laufwasserkraftwerk in der Gemeinde Ribadavia, Provinz Ourense, Spanien. Es staut den Miño zu einem Stausee auf. Das Kraftwerk wurde 1969 fertiggestellt. Es ist im Besitz von Naturgy und wird auch von Naturgy betrieben.

## Absperrbauwerk
Das Absperrbauwerk besteht aus einer Wehranlage mit fünf Wehrfeldern auf der rechten Flussseite sowie einem Maschinenhaus auf der linken Seite. Die Höhe über der Gründungssohle beträgt 30 m. Die Mauerkrone liegt auf einer Höhe von 90 m über dem Meeresspiegel. Die Länge der Mauerkrone beträgt 173 m. Das Volumen des Bauwerks beträgt 109.000 m³.
Über die Wehranlage können maximal 9748 m³/s abgeleitet werden. Das Bemessungshochwasser liegt bei 8650 m³/s.

## Stausee
Beim normalen Stauziel von 88 m erstreckt sich der Stausee über eine Fläche von rund 5,6 (bzw. 7,9) km² und fasst 60 (bzw. 66) Mio. m³ Wasser; davon können 33 Mio. m³ genutzt werden.

## Kraftwerk

### Castrelo I
Die installierte Leistung des Kraftwerks beträgt 112 (bzw. 126 oder 135,59) MW. Jede der beiden Kaplan-Turbinen leistet maximal 56 (bzw. 58,58) MW. Bei einer Überprüfung der Ist-Leistung von Maschine 2, die vom 24. bis zum 25. April 2001 stattfand, wurde ein Wert von 58,58 MW ermittelt. Die Fallhöhe beträgt 21,5 m. Der Durchfluss liegt bei 374 m³/s.

### Castrelo II
Der damalige Betreiber Gas Natural SDG, S.A. wollte 2013 am rechten Ufer ein weiteres Kraftwerk errichten. Die installierte Leistung des neuen Kraftwerks soll mit einer Kaplan-Turbine 16,7 MW betragen. Der maximale Durchfluss soll bei 105 m³/s liegen.